# Apanteles seriphia
Apanteles seriphia är en stekelart som beskrevs av Nixon 1972. Apanteles seriphia ingår i släktet Apanteles och familjen bracksteklar. Inga underarter finns listade i Catalogue of Life.